# 629
| [ Edytuj tabelę ]          |                                                                |
| Cesarz Bizancjum           | - 610 Herakliusz 641                                           |
| Cesarz Chin                | - 626 Tang Taizong 649                                         |
| Król Essexu                | - 617 Sigeberht I Mały 653                                     |
| Król Franków               | - 584 Chlotar II 629 - 629 Charibert II 632                    |
| Cesarz Japonii             | - 629 Jomei 641                                                |
| Król Kentu                 | - 616 Eadbald 640                                              |
| Patriarcha Konstantynopola | - 610 Sergiusz I 638                                           |
| Władca Korei               | - 618 Yŏngnyu 642                                              |
| Król Longobardów           | - 626 Arioald 636                                              |
| Król Mercji                | - 626 Penda 655                                                |
| Papież                     | - 625 Honoriusz I 638                                          |
| Król Persji                | - 628 Ardaszir III 629 - 629 Szarbaraz 629 - 629 Parandokt 630 |
| Król Wizygotów             | - 621 Swintila 631                                             |

Rok 629 / DCXXIX
stulecia: VI wiek ~
VII wiek ~
VIII wiek

lata: 619 «
624 «
625 «
626 «
627 «
628 «
629
» 630
» 631
» 632
» 633
» 634
» 639

## Wydarzenia
- 2 lutego – Jomei został cesarzem Japonii.

- Pokój Bizancjum z Persją, Bizancjum odzyskało terytoria, które straciło podczas wojny trwającej od 604.
- Początek panowania Dagoberta I w państwie Franków.

## Urodzili się
- Dōshō - buddyjski mnich japoński (zm. 700)
- Sigebert III - król Austrazji (zm. 656)

## Zmarli
- Święty Eustazjusz